# IC 2184
IC 2184 је спирална галаксија у сазвјежђу Жирафа која се налази на листи објеката дубоког неба у Индекс каталогу.
Деклинација објекта је + 72° 7' 43" а ректасцензија 7h 29m 24,9s. Привидна величина (магнитуда) објекта IC 2184 износи 13,3 а фотографска магнитуда 14,1. IC 2184 је још познат и под ознакама UGC 3852, MCG 12-7-41, MK 8, IRAS 07236+7213, KCPG 135A, CGCG 330-39, 7ZW 156, VV 644, PGC 21123.